# Zulfahmi Khairuddin
Muhammad Zulfahmi Khairuddin (Selangor, 20 de octubre de 1991) es un piloto de motos malasio, mayormente conocido por pilotar en el Campeonato Mundial de MotoGP, en las categorías de Moto3 y Moto2.

## Carrera deportiva

### Campeonato del Mundo de 125cc
Zulfahmi debutó en el campeonato mundial de 125cc en el Gran Premio de Malasia de 2009, donde terminó vigésimo. En 2010, Zulfahmi compitió en su primera temporada completa a bordo de una Aprilia en el Circuito Internacional Sepang.

### Campeonato del Mundo de Moto3
Zulfahmi logró su primera pole position en su gran premio de casa, Malasia en octubre de 2012, esta fue además la primera pole position de Malasia en cualquier categoría. Zulfahmi lideró durante la mayor parte de la carrera, pero terminó segundo detrás de su compañero de equipo Sandro Cortese. Al final de la campaña de MotoGP de 2012 en Valencia, logró el segundo podio de su carrera; subió desde el decimoséptimo en la parrilla para terminar tercero detrás de Danny Kent y Sandro Cortese, dos de los rivales para el título de 2012.

### Campeonato del Mundo de Moto2
Regresó brevemente a MotoGP, esta vez en la categoría de Moto2, pero después de un mal comienzo en la temporada 2018, decidió retirarse por completo del motociclismo tras solo disputar las cuatro primeras carreras del año.

## Estadísticas de carrera

### MotoGP

#### Por temporada
| Temporada | Clase | Marca   | Equipo                       | Carreras | Victorias | Podios | Poles | VRáp. | Puntos | Pos |
| --------- | ----- | ------- | ---------------------------- | -------- | --------- | ------ | ----- | ----- | ------ | --- |
| 2009      | 125cc | Yamaha  | Equipo Air Asia Malasia      | 1        | 0         | 0      | 0     | 0     | 0      | NC  |
| 2010      | 125cc | Aprilia | AirAsia-Sepang Int. Circuito | 16       | 0         | 0      | 0     | 0     | 4      | 24º |
| 2011      | 125cc | Derbi   | Airasia–Sic–Ajo              | 17       | 0         | 0      | 0     | 0     | 30     | 18º |
| 2012      | Moto3 | KTM     | AirAsia–Sic–Ajo              | 17       | 0         | 2      | 1     | 3     | 128    | 7º  |
| 2013      | Moto3 | KTM     | Red Bull KTM Ajo             | 16       | 0         | 0      | 0     | 0     | 68     | 12º |
| 2014      | Moto3 | Honda   | Ongetta–AirAsia              | 18       | 0         | 0      | 0     | 0     | 19     | 20º |
| 2015      | Moto3 | KTM     | Drive M7 SIC                 | 18       | 0         | 0      | 0     | 0     | 19     | 23º |
| 2018      | Moto2 | Kalex   | SIC Racing Team              | 4        | 0         | 0      | 0     | 0     | 0      | 45º |
| Total     |       |         |                              | 107      | 0         | 2      | 1     | 3     | 268    |     |

#### Por clase
| Clase | Temporada | 1º GP        | 1º Podio     | 1ª victoria | Carreras | Victorias | Podios | Poles | VRáp. | Puntos | Camp. |
| ----- | --------- | ------------ | ------------ | ----------- | -------- | --------- | ------ | ----- | ----- | ------ | ----- |
| 125cc | 2009-2011 | 2009 Malasia |              |             | 34       | 0         | 0      | 0     | 0     | 34     | 0     |
| Moto3 | 2012-2015 | 2012 Catar   | 2012 Malasia |             | 69       | 0         | 2      | 1     | 3     | 234    | 0     |
| Moto2 | 2018      | 2018 Catar   |              |             | 4        | 0         | 0      | 0     | 0     | 0      | 0     |

#### Carreras por año
(Las carreras en negrita indican la pole position; las carreras en cursiva indican la vuelta más rápida)
| Año  | Clase | Moto    | 1      | 2      | 3      | 4       | 5       | 6      | 7      | 8       | 9       | 10      | 11      | 12     | 13      | 14      | 15      | 16      | 17      | 18     | 19  | Pos | Pts |
| ---- | ----- | ------- | ------ | ------ | ------ | ------- | ------- | ------ | ------ | ------- | ------- | ------- | ------- | ------ | ------- | ------- | ------- | ------- | ------- | ------ | --- | --- | --- |
| 2009 | 125cc | Yamaha  | QAT    | JPN    | SPA    | FRA     | ITA     | CAT    | NED    | GER     | GBR     | CZE     | IND     | RSM    | POR     | AUS     | MAL 20  | VAL     |         |        |     | NC  | 0   |
| 2010 | 125cc | Aprilia | QAT 21 | SPA 20 | FRA 25 | ITA 21  | GBR Ret | NED 22 | CAT 15 | GER 15  | CZE 15  | IND Ret | RSM Ret | ARA 16 | JPN 19  | MAL 16  | AUS DNQ | POR 15  | VAL 20  |        |     | 24º | 4   |
| 2011 | 125cc | Derbi   | QAT 19 | SPA 10 | POR 11 | FRA 19  | CAT Ret | GBR 18 | NED 14 | ITA 18  | GER 24  | CZE 9   | IND 19  | RSM 27 | ARA Ret | JPN 15  | AUS 20  | MAL 7   | VAL 25  |        |     | 18º | 30  |
| 2012 | Moto3 | KTM     | QAT 6  | SPA 10 | POR 4  | FRA Ret | CAT 8   | GBR 9  | NED 11 | GER 6   | ITA 9   | IND 6   | CZE Ret | RSM 11 | ARA Ret | JPN 5   | MAL 2   | AUS Ret | VAL 3   |        |     | 7º  | 128 |
| 2013 | Moto3 | KTM     | QAT 6  | AME 7  | SPA 7  | FRA Ret | ITA 11  | CAT 9  | NED 17 | GER 16  | IND 7   | CZE 15  | GBR 20  | RSM 6  | ARA Ret | MAL DNS | AUS 11  | JPN Ret | VAL 13  |        |     | 12º | 68  |
| 2014 | Moto3 | Honda   | QAT 18 | AME 17 | ARG 15 | SPA 20  | FRA 11  | ITA 11 | CAT 16 | NED 14  | GER Ret | IND 15  | CZE 22  | GBR 18 | RSM 14  | ARA 15  | JPN 14  | AUS Ret | MAL Ret | VAL 19 |     | 20º | 19  |
| 2015 | Moto3 | KTM     | QAT 28 | AME 20 | ARG 20 | SPA 26  | FRA 14  | ITA 26 | CAT 24 | NED Ret | GER 19  | IND 25  | CZE 22  | GBR 14 | RSM Ret | ARA Ret | JPN 5   | AUS 12  | MAL Ret | VAL 17 |     | 23º | 19  |
| 2018 | Moto2 | Kalex   | QAT 28 | ARG 26 | AME 27 | SPA Ret | FRA     | ITA    | CAT    | NED     | GER     | CZE     | AUT     | GBR    | RSM     | ARA     | THA     | JPN     | AUS     | MAL    | VAL | 45º | 0   |

### Campeonato del Mundo de Supersport

#### Carreras por año
(Las carreras en negrita indican la pole position; las carreras en cursiva indican la vuelta más rápida)
| Año  | Moto     | 1      | 2       | 3      | 4       | 5       | 6      | 7       | 8       | 9      | 10     | 11     | 12     | Pos | Pts |
| ---- | -------- | ------ | ------- | ------ | ------- | ------- | ------ | ------- | ------- | ------ | ------ | ------ | ------ | --- | --- |
| 2016 | Kawasaki | AUS 13 | THA 7   | SPA 8  | NED 20  | ITA 25  | MAL 2  | GBR 20  | ITA Ret | GER 22 | FRA 10 | SPA 15 | QAT 7  | 11º | 56  |
| 2017 | Kawasaki | AUS 12 | THA Ret | SPA 14 | NED Ret | ITA Ret | GBR 20 | ITA Ret | GER 19  | POR 17 | FRA 19 | SPA 19 | QAT 19 | 35º | 6   |